# Kruis voor betoonde marsvaardigheid
Het Kruis voor betoonde marsvaardigheid, meestal Vierdaagsekruis genoemd, is een koninklijk erkende onderscheiding, die door de Koninklijke Nederlandse Bond voor Lichamelijke Opvoeding wordt uitgereikt aan al diegenen die de Vierdaagse Afstandmarsen, meestal de Vierdaagse van Nijmegen genoemd, lopen en aan al de daarvoor gestelde normen en regels voldoen.
Op 26 oktober 1909 heeft koningin Wilhelmina in een Koninklijk Besluit infanteristen beneden de rang van officier toestemming verleend om het kruis op hun uniform te dragen. De marsvaardigheid van cavalerie en marine leek minder belangrijk. Pas in het Koninklijk Besluit van 21 november 1928 werd aan àlle militairen van de Landmacht toestemming gegeven het Vierdaagsekruis op het uniform te dragen. In de jaren daarna werd ook aan militairen van de zee- en luchtstrijdkrachten dezelfde toestemming verleend.
Het kruis is een vijfarmig verguld bronzen plaatje met ingekeepte armen en parels op de punten. In het midden van het kruis is een ingekeept schildje geplaatst waarop een zogenaamde Nederlandse Leeuw is afgebeeld in een Hollandse Tuin. Op de armen van het kruis stond tot en met 1958 de afkorting "N B V L O". In 1958 kreeg de bond het predicaat Koninklijk, en sinds 1959 is de afkorting daarom gewijzigd in "K N B L O".

## De verschillende kruizen
Voor wandelaars die meerdere malen (zelfs eenenzeventig maal is voorgekomen) deelnemen zijn er bijzondere aanvullingen en aanpassingen op het kruis of het lint voorzien.
- De tweede deelname wordt met een kroon als verhoging aangeduid.
- De derde en vierde deelname worden met groen geëmailleerde schildjes op het lint beloond. Op deze ovale schildjes staat het Arabische getal "3" of "4" in brons.
- Wie voor de vijfde maal heeft meegelopen ontvangt een zilveren kruis met blauw geëmailleerde armen. Vóór 1918 kreeg men dit kruis na de derde deelname.
- De zesde succesvolle vierdaagse levert een zilveren kroon boven het kruis op.
- De zevende, achtste en negende deelname worden geëerd met een ovaal blauw schildje. Op deze ovale schildjes staat het Arabische getal "7", "8", of "9" in zilver.
- De tiende deelname wordt met een verguld zilveren kruis met wit geëmailleerde armen en groen geëmailleerde gestileerde lauwertakjes tussen de armen beloond.
- De elfde deelname wordt -gelijk de 6e volbrachte vierdaagse- bekroond en de daarop volgende 13 deelnames worden op ovale groene schildjes met gouden Arabische cijfers aangegeven.
- De vijfentwintigste deelname wordt met een oranje schildje met groene lauwerkrans gememoreerd.
- De zesentwintigste tot negenendertigste vierdaagse leveren een aangepast oranje schildje op.
- De veertigste maal dat men de Nijmeegse Vierdaagse loopt levert het gouden, wit geëmailleerde kruis met gouden kroon op. De lauwertakjes tussen de armen worden oranje gekleurd. Tevens wordt er op het lint een wit ovaal plaatje gedragen met daarop het vergulde getal "40" binnen een groen geëmailleerde lauwerkrans.
- Na de eenenveertigste tot negenenveertigste deelname wordt het witte plaatje aangepast.
- De vijftigste maal dat men de vierdaagse loopt levert een oranje geëmailleerd gouden kruis met kroon en een witte lauwerkrans tussen de armen op. De lauwerkrans op het nummerplaatje wordt vervangen door een geparelde gouden rand.
- Bij zestig deelnames ontvangt men het gouden kruis met kroon met blauw geëmailleerde armen en witte lauwertakjes. Op het lint wordt een wit ovaal plaatje gedragen met daarop het vergulde getal "60" binnen een dubbele geparelde rand.
- Bij de eenenzestigste en volgende wandeltochten wordt het getal op het plaatje gewijzigd. De vijfenzestigste deelname van Annie Berkhout in 2001 werd beloond met een kruis.[2]
- Bij zeventig deelnames ontvangt men een kruis van echt goud. Deze is in 2017 uitgereikt aan recordhouder Bert van der Lans.[3][4]

Het Vierdaagsekruis, of een opvolgend getal, wordt verleend als de deelnemer de reglementaire afstand heeft voltooid. Er zijn vier parcoursen: 30 km, 40 km, 50 km en 40 km voor militairen. De 30 km, 40 km en 50 km starten en finishen in het centrum van Nijmegen, de 40 km voor militairen start en finisht op kamp Heumensoord, dat speciaal voor de Vierdaagse aan de zuidkant van Nijmegen wordt opgebouwd. Afhankelijk van leeftijd en geslacht (de Vierdaagse is het enige wandelevenement van Nederland dat discrimineert naar geslacht) moet een bepaalde afstand worden gelopen. In het verleden werd wel van militairen verlangd dat zij na aankomst nog een proeve van fitheid aflegden, maar dat is al lang geleden weer afgeschaft. Tussen 1935 en 1940 werd ook rond Medan in Nederlands-Indië een vierdaagse gelopen. In 2016 was er voor het eerst sinds lange tijd mogelijk om de keuzeafstand van 55 km te kiezen.
Het kruis wordt in de limitatieve opsomming van onderscheidingen en batons die militairen op hun uniform mogen dragen als negenenveertigste genoemd. De beperking die Koningin Wilhelmina in haar besluit van 1909 aan de officieren van de landmacht oplegde wordt niet meer genoemd. Men ziet geregeld officieren met een opgespeld vierdaagsekruis. Er zijn miniaturen te koop om op rokkostuum of smoking te dragen maar in een officieel "lintje" of knoopsgatversiering is door de bond niet voorzien. Tòch ziet men het oranjegele lint met aan weerszijden en in het midden smalle groene banen weleens in deze vorm op revers.
Militairen dragen de genoemde kronen en schildjes als kleine spelden op hun baton.

## Galerie

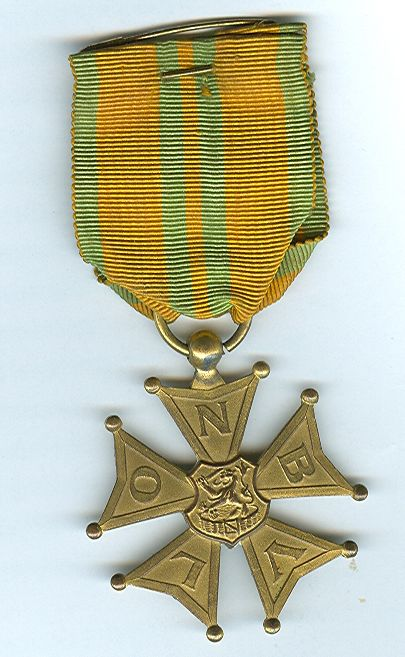
Vierdaagse Kruis voor 1959 (1ste deelname)
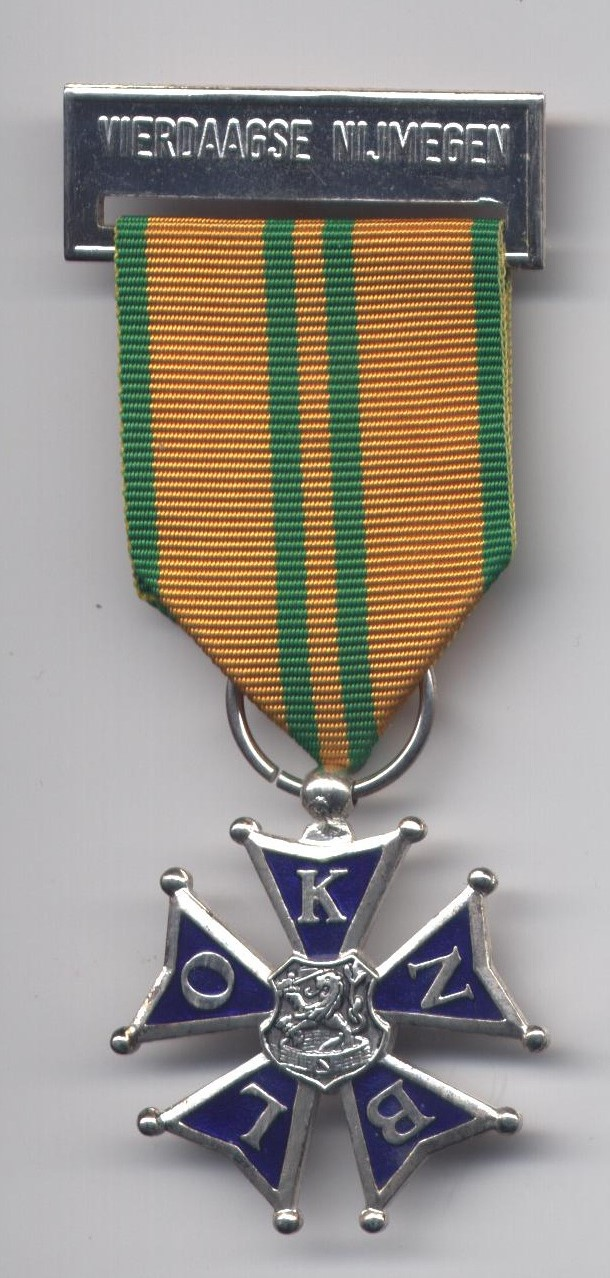
Vierdaagse kruis Zilver (5de deelname)
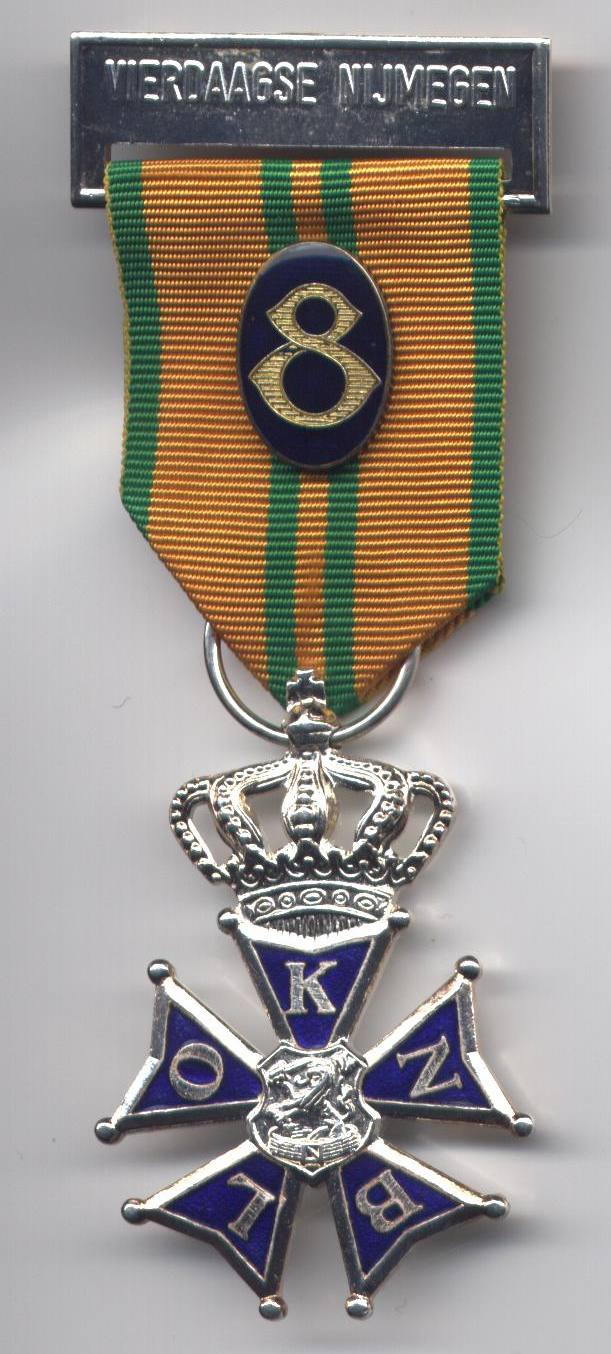
Vierdaagse Kruis met kroon (6de deelname)
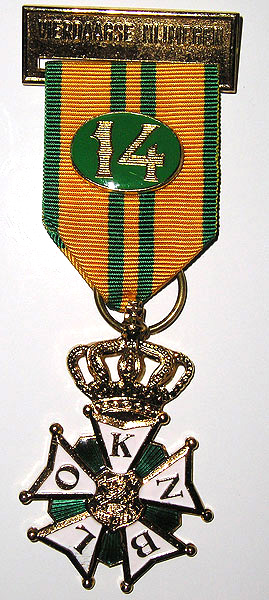
(14de deelname)
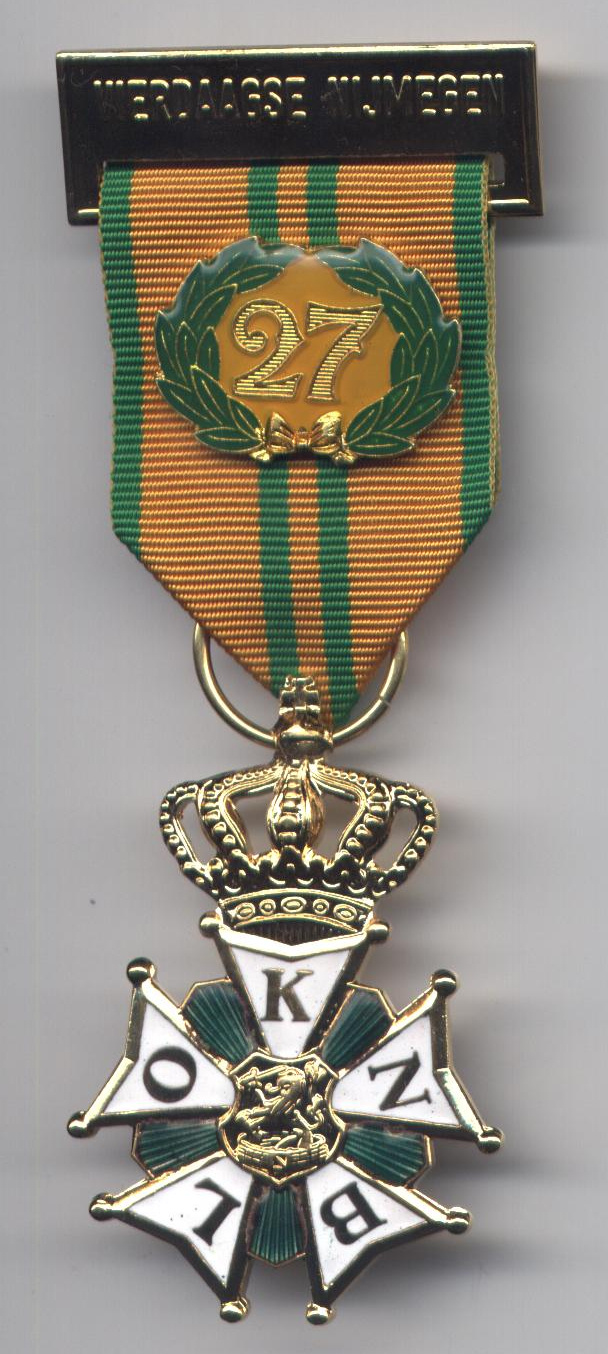
Vierdaagse Kruis met Kroon Goud, 1977-2007 (27ste deelname)
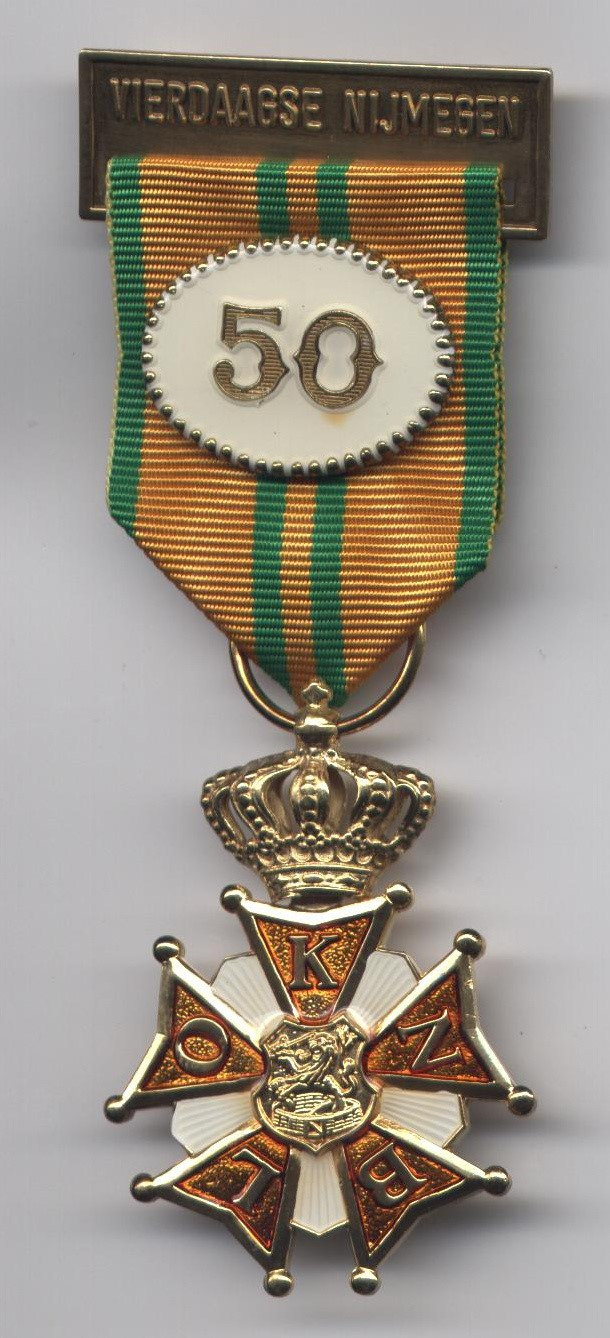
Vierdaagse Kruis met Kroon Goud, vanaf 2007 (50ste deelname)
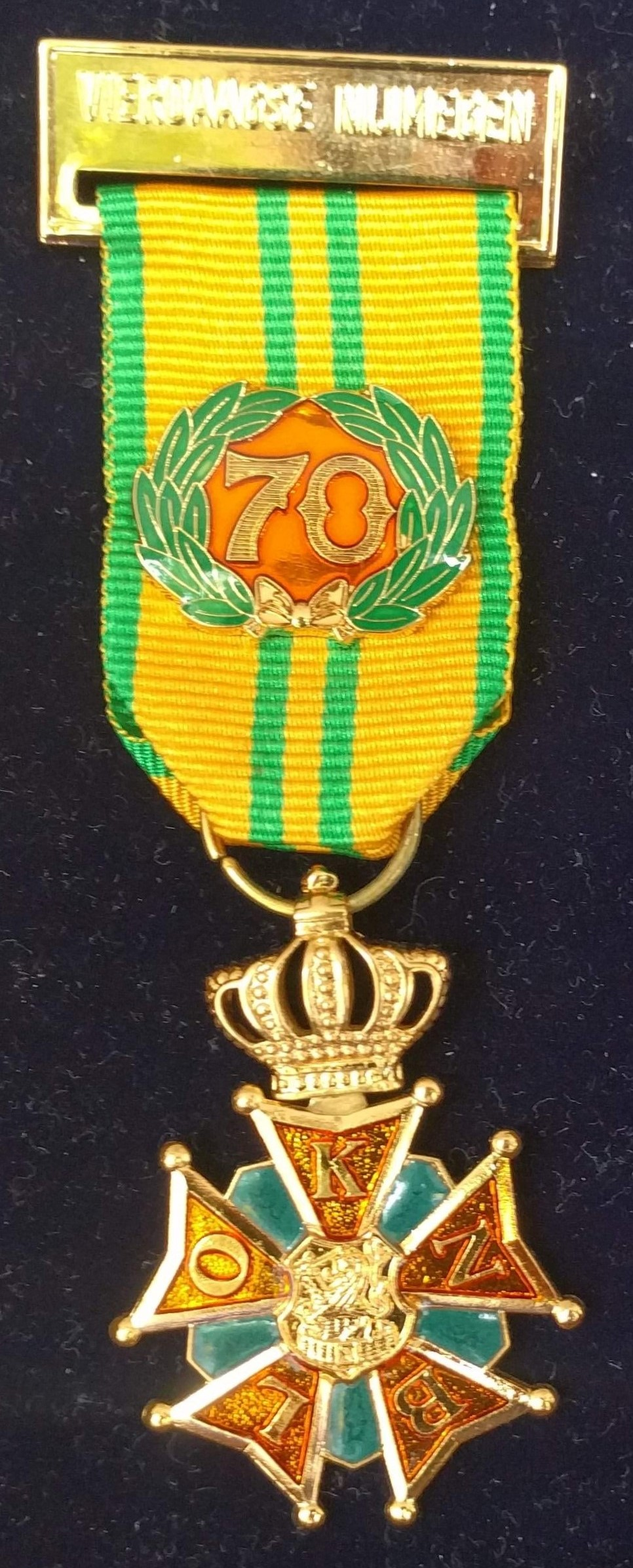
Vierdaagse Kruis (70ste deelname)
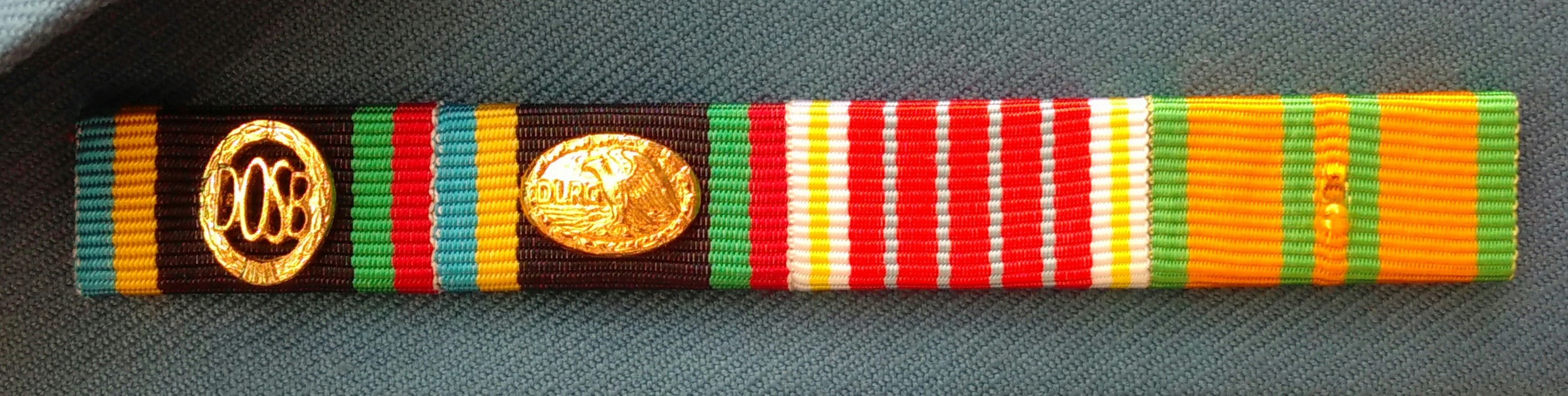
[Officiële draagwijze
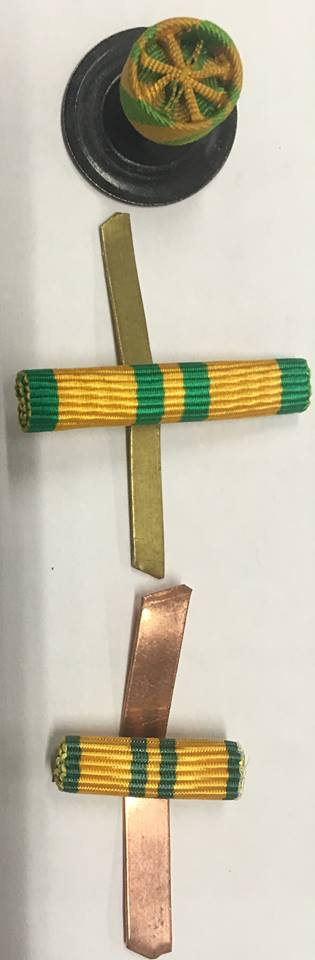
Knoopsgatversiering en Baton Vierdaagse Kruis
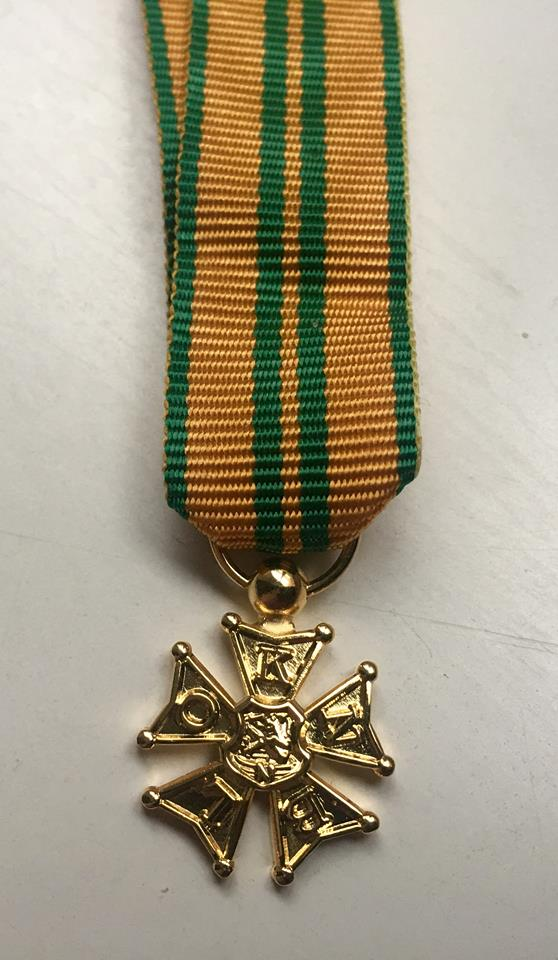
Miniatuur Vierdaagse kruis